# Adrien Lachenal
Adrien Lachenal (Ginevra, 19 maggio 1849 – Versoix, 29 giugno 1918) è stato un politico svizzero.

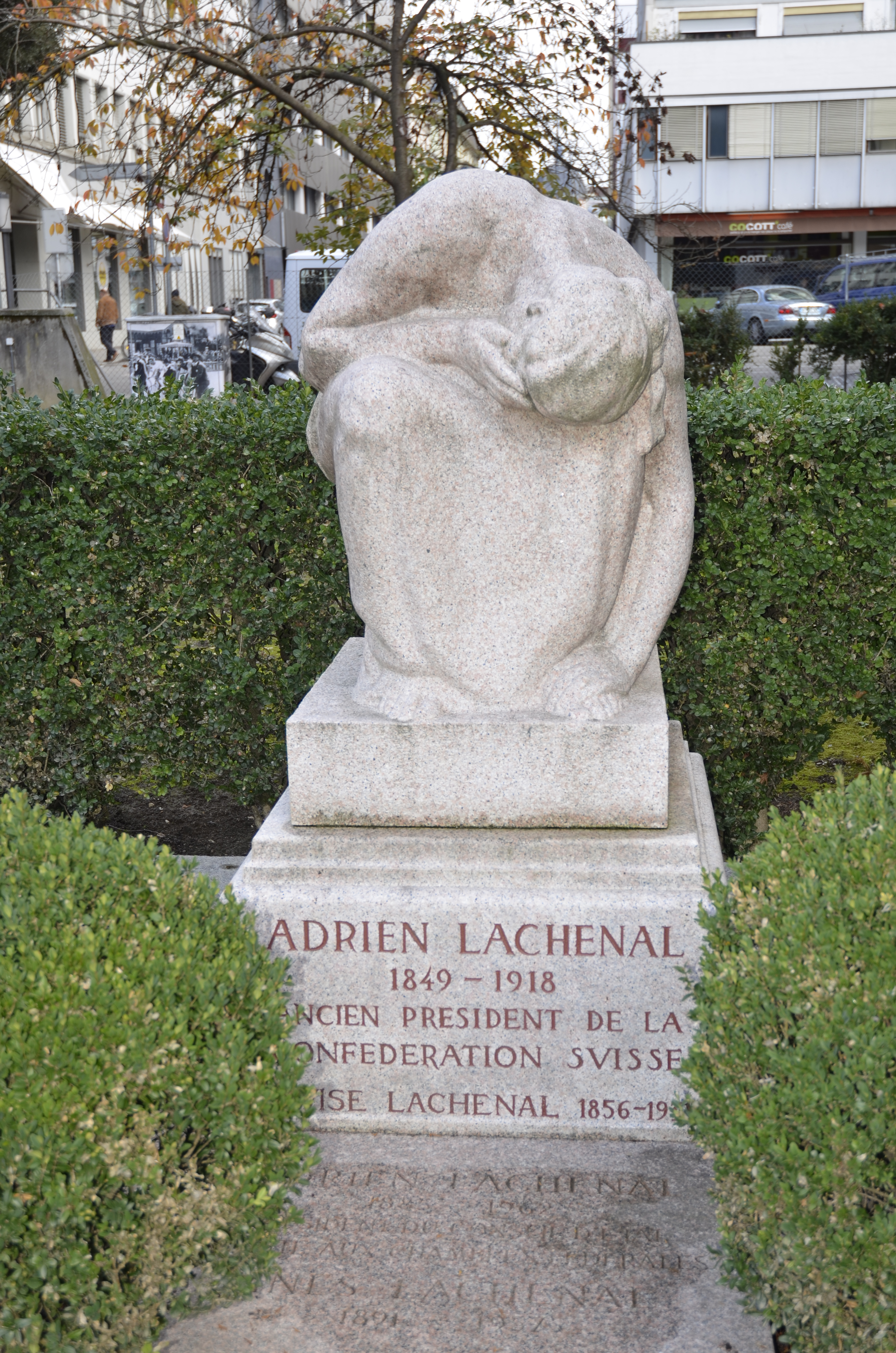
Tomba di Adrien Lachenal, cimetière des Rois, Genève

Nel dicembre 1892 è stato eletto nel Consiglio federale svizzero, rimanendovi fino al dicembre 1899.
Nel corso del suo mandato ha diretto il Dipartimento degli affari esteri (1893-1895), il Dipartimento politico (1896), il Dipartimento del commercio, dell'industria e dell'agricoltura (1897) e il Dipartimento degli affari interni (1898-1899).
Era rappresentante del Partito Liberale Radicale.
Ha ricoperto la carica di Presidente della Confederazione svizzera nel 1896.
Adrien Lachenal era massone, membro della Gran Loggia Svizzera Alpina.